# 온도 감응 유리

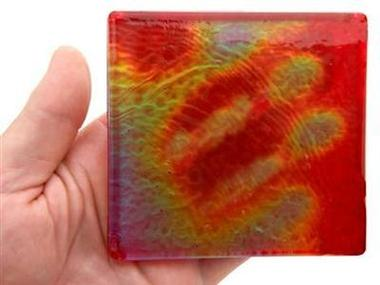
온도 감응 유리 조각.

온도 감응 유리(Temperature sensitive glass)는 예를 들어 손이나 물에 의해 방출되는 주위의 온도에 따라 반응하는 유리 물질이다.
이 물체의 과학적 원리는 유리 표면아래의 액정에 의한 것이다. 이런 액체 크리스탈은 온도에 따라 다른 영향을 준다.
이 액정의 세가지의 주요 단면이 있다 - 네마틱, 스멕틱, 카이랄

## 액정 구조
가상 유리는 다른 온도에 따라 다른 색이 나타나지만 연속적인 구조를 가진다. 특정 빛의 파장의 순서는 온도에 민감한 유리에 반사하려면 세 가지의 주요한 열 단면 중 하나를 통과해야한다. 가속 온도 영역에서는 액정은 네마틱 구조와 반응한다. 스멕틱은 네마틱과 카이랄 사이의 온도 범위에 있다.

## 역사
오스트리아의 한 식물학자인 Friedrich Reinitzer이 1888년에 이 물질이 두부분의 녹는점이 존재한다는 것을 알아냈다. 처음으로 흐릿한 액체 상태로 145.5도에서 녹고 그리고 다시 깨끗한 액체로 더 높은 온도인 178.5도에서 녹는다.

## 적용
현재 온도 감응 유리의 사용은 대개 시작적으로 사용된다. 몇몇 샤워 벽은 이 온도 감응 유리를 사용한다. 그래서 사용자들은 물이 뜨거운지 차가운지 관찰할 수 있다. 다른 예로는 mood ring, 커피컵, 배티리 상태 표시등 이 있다.